# Serghei Tarnovschi
Serghei Tarnovschi (* 24. Juni 1997 in Lwiw, Ukraine) ist ein moldauischer Kanute.

## Erfolge
Serghei Tarnovschi gehörte bei den Olympischen Jugend-Sommerspielen 2014 in Nanjing zum Aufgebot der Republik Moldau und gewann im Einer-Canadier die Goldmedaille. Im Erwachsenenbereich sicherte er sich ein Jahr darauf bei den Weltmeisterschaften in Mailand im Einer-Canadier auf der 1000-Meter-Strecke die Bronzemedaille. In dieser Disziplin wurde er bei den Europameisterschaften 2016 in Moskau Zweiter. Im selben Jahr nahm Tarnovschi an den Olympischen Spielen 2016 in Rio de Janeiro teil. Er qualifizierte sich im Einer-Canadier auf der 1000-Meter-Distanz nach einem Sieg in seinem Vorlauf direkt für das Finale, in dem er als Dritter hinter dem siegreichen Deutschen Sebastian Brendel und Isaquias Queiroz aus Brasilien die Ziellinie überquerte und die Bronzemedaille erhielt. Zwei Tage nach dem Finallauf wurde Tarnovschi jedoch positiv auf das Wachstumshormon GHRP-2 getestet, womit auch seine Teilnahme am Wettbewerb im Zweier-Canadier über 1000 Meter an der Seite seines Bruders Oleg Tarnovschi nicht mehr möglich war. Bis zum Abschluss des Rechtsverfahrens durfte er die Bronzemedaille zunächst behalten. Schließlich bestätigte der Internationale Sportgerichtshof am 11. Juli 2017 die Entscheidung des Kanu-Weltverbandes, womit Tarnovschi disqualifiziert wurde und seine Medaille abgeben musste. Nachträglich rückte der Russe Ilja Schtokalow auf den dritten Platz nach.
Nach Ablauf seiner vierjährigen Dopingsperre gewann er im September 2020 bei seiner ersten Weltcupteilnahme in Szeged sogleich den Wettbewerb im Einer-Canadier über 1000 Meter. 2021 gelang ihm bei den Europameisterschaften in Posen auf der 500-Meter-Strecke im Einer-Canadier der Gewinn der Silbermedaille. Bei den 2021 ausgetragenen Olympischen Spielen in Tokio trat Tarnovschi im Einer-Canadier über 1000 Meter an. Nach einem Sieg in seinem Vorlauf und einem zweiten Platz in seinem Halbfinallauf gelang ihm im Finale nach 4:06,069 Minuten erneut die Zieleinfahrt als drittschnellster Athlet, diesmal hinter Isaquias Queiroz und dem Chinesen Liu Hao. Ein Jahr darauf wurde Tarnovschi in Dartmouth im Einer-Canadier über 5000 Meter Weltmeister. 2023 folgte bei den Weltmeisterschaften in Duisburg im Einer-Canadier über 500 m der Gewinn der Bronzemedaille. Bei den Olympischen Spielen 2024 in Paris gewann er im Einer-Canadier über 1000 Meter hinter Martin Fuksa aus Tschechien und dem Brasilianer Isaquias Queiroz die Bronzemedaille.